# Аринас Вали (Њу Мексико)
Аринас Вали (енгл. Arenas Valley) насељено је место без административног статуса у америчкој савезној држави Њу Мексико.

## Демографија
По попису из 2010. године број становника је 1.522.
| Група             | 2000.    | 2010.       |
| Белци             | 0 (0,0%) | 702 (46,1%) |
| Афроамериканци    | 0 (0,0%) | 7 (0,5%)    |
| Азијати           | 0 (0,0%) | 3 (0,2%)    |
| Хиспаноамериканци | 0 (0,0%) | 782 (51,4%) |
| Укупно            | 0        | 1.522       |